# Liste der Mitglieder der National Academy of Sciences/1922
Im Jahr 1922 wählte die National Academy of Sciences der Vereinigten Staaten 13 Personen zu ihren Mitgliedern.

## Neugewählte Mitglieder
- Edward Berry (1875–1945)
- George K. Burgess (1874–1932)
- Rufus Cole (1872–1966)
- Luther Eisenhart (1876–1965)
- Joseph Erlanger (1874–1965)
- Herbert Hoover (1874–1964)
- George A. Hulett (1867–1955)
- Charles A. Kofoid (1865–1947)
- George P. Merrill (1854–1929)
- Carl E. Seashore (1866–1949)
- Charles Rupert Stockard (1879–1939)
- Ambrose Swasey (1846–1937)
- William Hammond Wright (1871–1959)